# Efter bröllopet
Efter bröllopet (originaltitel: Efter brylluppet) är en dansk-svensk långfilm från 2006 i regi av Susanne Bier, med Mads Mikkelsen, Rolf Lassgård, Sidse Babett Knudsen och Stine Fischer Christensen i rollerna. Filmen var nominerad för en Oscar 2007 i kategorin Bästa icke-engelskspråkiga film.

## Handling
Jacob (Mads Mikkelsen) är exildansk i Indien, där han arbetar på ett barnhem. Då barnhemmet hotas av nedläggning, på grund av ekonomiska problem, kontaktas han av Jörgen (Rolf Lassgård) – en överflödigt rik svensk finansman i Köpenhamn – som erbjuder honom en stor donation. För första gången på 20 år måste Jacob återvända till Danmark. Väl där kommer det förflutna att hinna ikapp honom och livet kommer att, för alla inblandade, förändras för alltid.

## Rollista
| Mads Mikkelsen            | – Jacob Pedersen   |
| Rolf Lassgård             | – Jörgen Hansson   |
| Sidse Babett Knudsen      | – Helene Hansson   |
| Stine Fischer Christensen | – Anna Hansson     |
| Mona Malm                 | – Farmor           |
| Christian Tafdrup         | – Christian Refner |